# АЛФА 24 HP
АЛФА 24 КС е първият автомобил на известната италианска автомобилна марка Алфа Ромео.

## История
Моделът е използвал техника на френския автомобил Darracq. Върху него са работили италианските инженери Джузепе Мероси(главен мениджър на Società Italiana Automobili Darracq) и Уго Стелла. През 1909 годита Александре Дарак обсъжда заедно с италианските си партньори създаване на нов автомобилен производител на Апенинския полуостров. Автомобилът е изработен върху каросерия на Кастаня.

## Производство
В завода на компанията в Портелло(Милано) от 1909 до 1913 са произведени около 200 броя ат този автомобил.